# Neomochtherus farinosus
Neomochtherus farinosus är en tvåvingeart som först beskrevs av Friedrich Hermann Loew 1871.  Neomochtherus farinosus ingår i släktet Neomochtherus och familjen rovflugor. Inga underarter finns listade i Catalogue of Life.